# Marvin Lestremau
Pas d'image ? Cliquez ici

a Compétitions nationales et continentales officielles uniquement.

Dernière mise à jour le 12 juin 2025.
Marvin Lestremau, né le 19 juillet 1996 à Courbevoie, est un ancien joueur français de rugby à XV évoluant au poste d'ailier.

## Carrière
Marvin Lestremau commence le rugby à l'âge de cinq ans à l'école de rugby de l'Avenir aturin d'Aire-sur-l'Adour. Il rejoint ensuite le centre de formation de la Section paloise en 2012.
Il joue son premier match en professionnel lors de la saison 2015-2016 de Top 14 et la 26e journée, un déplacement au CA Brive Corrèze et une défaite 46-10. Il marque son premier essai avec les pros après seulement deux minutes de jeu.
La saison suivante, il ne joue encore qu'un match en Top 14 avec le groupe pro lors de la 12e journée et le déplacement à Brive. Défaite 38 à 25 mais un nouvel essai pour lui dans l'élite. Il obtient plus de temps de jeu en Challenge européen (six matchs).
Il signe un contrat espoir en 2017 pour trois saisons avec le club béarnais.
Il ne dispute pas la saison 2017-2018 en raison de blessures. Marvin Lestremau obtient en revanche un temps de jeu conséquent en 2018-2019 avec 12 matchs de Top 14 et 4 européens.
Il ne joue pas la première partie de la saison 2019-2020 en raison d'une opération à l'épaule. En raison de la pandémie de COVID-19, le saison est définitivement arrêté le 30 avril 2020, il ne jouera donc aucun match durant la saison 2019-2020. Le 1er avril 2020, il annonce qu'il quittera le club palois à la fin de la saison car le club ne veut pas le conserver aux dépens de sa volonté.
Il rejoint le club du RC Auch qui joue en Fédérale 1 pour la saison 2020-2021. Il quitte le club gersois en décembre 2020, après seulement quatre matchs disputés, pour rejoindre le club de Soyaux Angoulême XV Charente jusqu'à la fin de la saison de Pro D2,.
Il joue son premier match avec le SA XV le 18 décembre 2020 face au RC Vannes (défaite 36 à 13) en tant que titulaire et en inscrivant un essai. En février 2021, il prolonge son contrat jusqu'en 2023. Le 26 février 2021, lors de la défaite du SA XV face au RC Vannes, il se blesse à l'épaule et est indisponible jusqu'à la fin de la saison.
En décembre 2021, il inscrit son premier triplé lors d'un déplacement face au SC Albi (victoire 10 à 30). Durant ce même match, il recevra également un carton rouge. Mi-janvier 2022, il est victime d'une rupture du biceps face au RC Massy. Il fait son retour à la compétition fin mars 2022. En avril 2022, il transperce seul toute la défense du SC Albi depuis son camp pour aller inscrire son dixième essai de la saison. Finalement, il dispute 21 matches de championnat et inscrit 12 essais lors de la saison 2021-2022.
En mars 2022, lors d'une rencontre face au FC Grenoble rugby, il a un rôle décisif dans la victoire de son équipe (21 à 16), et sa performance lui vaut d'être nommé "étoile de la semaine en Pro D2" par le site spécialisé Rugbyrama. Durant la saison 2022-2023, il dispute 23 matchs dont 22 en tant que titulaire et inscrit 5 essais.
En octobre 2023, il se blesse au talon face au Stade montois rugby et, après trois mois d'absence, il fait son retour face à Colomiers rugby en janvier 2024.
À l'issue de la saison 2023-2024, il décide de mettre un terme à sa carrière professionnelle afin d'entamer une formation en gestion et protection de la nature.